# Ördögszem-soktollúmoly
Az ördögszem-soktollúmoly (Alucita grammodactyla) a valódi lepkék (Glossata) közé sorolt soktollú molyfélék (Alucitidae) családjának egyik, Magyarországon is élő faja.

## Elterjedése, élőhelye
Ez a közép-európai faj Magyarországon a síkságokon fordul elő.

## Megjelenése
Szárnyai barnán-szürkén-fehéren tarkázottak. Szárnyának fesztávolsága 13–17 mm.

## Életmódja
Évente két nemzedéke kel ki; az első nemzedék május–júniusban, a második augusztusban repül. Valószínűleg lepkeként telel. Hernyója április–májusban, illetve júliusban az ördögszemen (Scabasa sp.) okozott gubacsban él.

## Névváltozatok
- ördögszem-gubacsmoly[1]

## Külső hivatkozások
- Mészáros Zoltán – Szabóky Csaba: A magyarországi molylepkék gyakorlati albuma. Budapest: Agroinform. 2005.  arch Hozzáférés: 2018. április 6. (PDF)